# 大阪市立岸里小学校
大阪市立岸里小学校（おおさかしりつ きしのさとしょうがっこう）は、大阪府大阪市西成区にある公立小学校。

## 沿革
地域の市街地化に伴う児童数増加により、西成郡玉出尋常高等小学校（現在の大阪市立玉出小学校）より分離する形で、当時の西成郡玉出町で2番目の小学校として1913年に開校した。開校当初は現在の大阪市西成区千本南1丁目15番付近に校舎があったが、1924年に現在地に移転している。
1925年には大阪市への編入により、大阪市玉出第二尋常小学校と改称している。大阪市編入後の1927年には校区変更をおこない、従来の今宮第五尋常高等小学校（現在の大阪市立橘小学校）校区だった西成区皿池町（現在の岸里1丁目および潮路1丁目の大半、旧西成郡今宮町）を校区に編入している。
1941年の国民学校令により大阪市岸里国民学校に改称した。太平洋戦争の戦局悪化により1944年に学童集団疎開がおこなわれることになり、西成区の各国民学校は大阪府南部（泉州地域）および和歌山県へと疎開先が指定された。岸里国民学校では当初和歌山県海南市への疎開を実施したが、疎開先も危険になったとして1945年には滋賀県佐山村（現・甲賀市）への再疎開が実施されている。
1945年3月13日の大阪大空襲では、校舎が半焼する被害を受けた。
学制改革により、1947年に大阪市立岸里小学校へと改称している。1969年には地域住民の要望により、従来の校区だった天神ノ森2丁目を大阪市立晴明丘小学校校区へと変更している。

### 年表
- 1913年10月31日 - 西成郡玉出第二尋常小学校として創立。
- 1924年6月22日 - 現在地に移転。
- 1925年4月1日 - 大阪市への編入に伴い、大阪市玉出第二尋常小学校に改称。
- 1927年4月 - 校区変更。
- 1934年 - 室戸台風で被災、木造校舎が倒壊。7人以上が死亡、負傷者多数[1]。
- 1941年 - 国民学校令により、大阪市岸里国民学校に改称。
- 1944年9月 - 和歌山県海南市および滋賀県佐山村（現・甲賀市）に集団疎開。
- 1945年3月13日 - 大阪大空襲で校舎が半焼。
- 1947年 - 学制改革により、大阪市立岸里小学校に改称。
- 1948年 - 学校敷地を拡張。
- 1968年11月 - 学校給食優良校として、文部省から表彰を受ける。
- 1969年4月 - 校区変更。
- 1981年 - 卒業生でノーベル化学賞受賞者の福井謙一が来校し、講演を行う。記念に特別活動室を校内に設置し、業績を展示。
- 1998年9月 - 交通安全優良校として、大阪府警から表彰を受ける。
- 1998年10月 - 大阪市教育委員会から国語科の研究校に指定され、研究発表を実施。
- 2002年11月 - 大阪市教育委員会から「個性が輝く学校づくり」推進事業校に指定され、道徳教育の研究発表を実施。

## 通学区域
- 大阪市西成区 岸里1丁目（一部）、岸里2丁目、岸里3丁目、岸里東1丁目（一部を除く）、岸里東2丁目、潮路1丁目（一部を除く）、潮路2丁目（一部を除く）、千本北1丁目（一部）、千本中1丁目（東半分）、千本南1丁目（東半分）、天下茶屋3丁目（一部）、玉出東1丁目（一部、大阪市立玉出小学校との調整区域）、玉出中1丁目（一部）。

卒業生は基本的に大阪市立成南中学校に進学する。

## 出身者
- 福井謙一 - 化学者
- 野口猛 - 作詞家
- やしきたかじん - シンガーソングライター
- 徳田将至 - 元プロ野球選手

## 交通
- Osaka Metro四つ橋線 岸里駅 西へ約250m。
- 南海本線・高野線 岸里玉出駅 岸里口から北西へ約600m。
- 南海本線・高野線・Osaka Metro堺筋線 天下茶屋駅 南西へ約800m。